# Parepisparis punicea
Parepisparis punicea là một loài bướm đêm trong họ Geometridae.